# O'Parinor
O'Parinor, ou Parinor jusqu'en 2008, est un centre commercial régional d'Île-de-France géré par la société foncière Hammerson et se situant dans la zone industrielle de la commune d'Aulnay-sous-Bois à proximité de la commune du Blanc-Mesnil, au nord-est de Paris, l'une des zones les plus densément peuplées de cette région.

## Histoire
Le centre commercial a ouvert en août 1974 au lieu-dit « Le Haut de Galy » sous le nom de Parinor. Il comportait, à l'époque, 160 boutiques et était organisé à partir deux pôles, situés aux extrémités du centre : l'hypermarché Carrefour (près de 20 000 mètres carrés de surface commerciale en 1974) et le grand magasin Parunis, sur deux niveaux. La fermeture de ce dernier a conduit à une restructuration de l'aile nord du centre commercial, avec ouverture de nouvelles galeries et boutiques au début des années 1980.
En avril 2008, le centre commercial fait l'objet d'une extension. Il accueille 60 nouvelles boutiques et un atrium réalisé par les architectes du Stade de France.
Il compte, en 2014, 210 magasins sur 90 000 mètres carrés de surface de vente. Il réalise en 2013 un chiffre d'affaires de l'ordre de 480 millions d'euros.
S'il dispose d'une nouvelle décoration et d'un espace de stationnement augmenté, le centre commercial ne bénéficie d'aucune desserte par un transport en commun en site propre (tramway, métro ou RER). Il se pourrait, néanmoins, que la ligne 16 du Grand Paris Express le desserve avec une station au carrefour de l'Europe d'ici 2023.
C'est dans ce centre commercial qu'a eu lieu la première ouverture de magasin en Île-de-France par l'enseigne irlandaise Primark en mars 2014, d'une surface de 4000 m².
Depuis le 1er octobre 2014, le centre commercial accueille un cinéma multiplexe de 14 salles pour 2 600 fauteuils.
En 2023, le premier magasin Atacadão en France ouvre à O'Parinor. En mars 2024, le centre commercial est racheté par un consortium Sofidy-Klépierre (75-25).

## Travaux de modernisation
Le 15 avril 2013, le centre commercial a commencé des travaux de rénovation pour contrer l'arrivée d'Aéroville, un centre commercial géant près de l'aéroport de Paris-Charles-de-Gaulle dont l'ouverture a eu lieu en octobre 2013. Ces travaux ont abouti notamment à l'ouverture d'un cinéma et à une extension du centre en octobre en 2014, la rénovation des façades extérieures, la restructuration du parking avec notamment un système de guidage des places, la rénovation du plafond, sol et éclairage du centre, la modification de l'accueil, la création d'espaces repos, de nouvelles signalétiques, la disponibilité du WiFi partout dans la galerie, de nouvelles toilettes ainsi que la création d'un pôle restauration.

## Enseignes
Le mall contient les commerces suivants :
- Hypermarché : Atacadaõ de 22 100 m2 de surface commerciale utile, le plus grand hypermarché de France par sa superficie et un hypermarché discount Action
- 10 moyennes surfaces.
- 210 boutiques et services, dont 31 restaurants et points de restauration rapide.
- Un multiplexe cinématographique de 14 salles.

## Transports en commun
Le centre commercial est desservi est accessible via le RER B : 
- RER B, Aulnay-sous-Bois -  puis prendre le bus 616
- RER B, Sevran-Beaudottes - puis prendre le bus 45
- RER B, Vert-Galant - puis prendre le bus 45 (lundi au samedi)
- RER B, Le Bourget - puis prendre le bus 609 (tous les jours)

Il se trouve à l'intersection des autoroutes A1 et A3.